# علاءالدین (فیلم ۲۰۱۹)
علاءالدین (انگلیسی: Aladdin) یک فیلم سینمایی آمریکایی، محصول سال ۲۰۱۹ و در ژانر موزیکال فانتزی به کارگردانی گای ریچی است. فیلم‌نامه این فیلم توسط جان اوگست و گای ریچی نوشته شده و والت دیزنی پیکچرز تهیه‌کنندگی آن را برعهده داشته‌است. علاءالدین یک اقتباس لایو اکشن از انیمیشنی به همین نام است که در سال ۱۹۹۲ بر اساس شخصیت‌های داستانی هزار و یک شب ساخته شد. مینا مسعود، ویل اسمیت، نائومی اسکات، مروان کنزاری، نوید نگهبان، نسیم پدراد، بیلی مگنوسن  محمد اشرف حسین خیل  
و نومان اکار بازیگران این فیلم هستند.
شرکت والت دیزنی در ادامه روند تولید فیلم‌های سینمایی بر اساس انیمیشن‌های کلاسیک خود، در اکتبر ۲۰۱۶ اعلام کرد که گای ریچی برای ساخت نسخهٔ لایو اکشن از انیمیشن علاءالدین به پروژهخستین بازیگری بود که در ژوئیه ۲۰۱۷ برای بازی در فیلم قرارداد امضا کرد. نیومی اسکات و مینا مسعود نیز در همین ماه برای بازی در دو نقش اصلی به پروژه اضافه شدند. فیلم‌برداری از سپتامبر ۲۰۱۷ در استودیو لانگ‌کراس در ساری آغاز شد و بعد از چهار ماه در ژانویه ۲۰۱۸ به پایان رسید.
علاءالدین در تاریخ ۲۴ مه ۲۰۱۹ اکران خود را توسط استودیو سینمایی والت دیزنی آغاز کرد. فیلم با واکنش متوسطی از سوی منتقدان همراه بود. طراحی صحنه و لباس، سکانس‌های موزیکال و عملکرد اسمیت، اسکات و مسعود مورد تحسین قرار گرفت اما منتقدان نسبت به کارگردانی گای ریچی، روند داستانی و جلوه‌های سی‌جی‌آی انتقاد داشتند. علاءالدین ۱ میلیارد دلار در سراسر جهان فروخت؛ در حالی که بودجه ساخت آن ۱۸۳ میلیون دلار بوده‌است که آن را تبدیل به نهمین فیلم پرفروش سال ۲۰۱۹ و چهلمین فیلم پرفروش تاریخ سینما می‌کند. علاءالدین همچنین پرفروش‌ترین فیلم ویل اسمیت و گای ریچی است.
بعد از موفقیت فیلم در گیشه، دیزنی ساخت دنباله‌ای را براساس انیمیشن بازگشت جعفر در دستور کار قرار داده‌است. تمامی بازیگران در دنباله حضور خواهند داشت اما حضور ریچی به عنوان کارگردان تأیید نشده‌است.

## داستان
در شهر خیالی اَغربه (الهام‌گرفته از بغداد و نامی ساخته‌شده با برخی حروف کلمه بغداد)، پسری یتیم و دوره‌گرد به نام علاءالدین به همراه میمونش، ابو، با شاهدخت یاسمین آشنا می‌شود که از زندگی محدودش در کاخ گریخته است. یاسمین می‌خواهد جانشین پدرش، سلطان، شود، اما انتظار می‌رود با یکی از خواستگاران سلطنتی ازدواج کند. جعفر، وزیر اعظم دربار، نقشهٔ سرنگونی سلطان را در سر دارد و در جست‌وجوی چراغ جادویی است که فقط «الماسهٔ میان خاک» می‌تواند آن را از غار شگفتی‌ها بیرون آورد.
علاءالدین و ابو هنگام نفوذ به کاخ برای دیدار با یاسمین، توسط جعفر دستگیر می‌شوند. جعفر به علاءالدین وعده می‌دهد که در ازای آوردن چراغ از غار، او را آن‌قدر ثروتمند می‌کند که بتواند دل یاسمین را به دست آورد. درون غار، علاءالدین فرشی پرنده را آزاد می‌کند و چراغ را می‌یابد. اما وقتی چراغ را به جعفر می‌دهد، جعفر به او خیانت کرده و او و ابو را به درون غار پرت می‌کند. با این حال، ابو پیش از آن چراغ را می‌دزدد.
علاءالدین در غار چراغ را می‌ساید و نادانسته غولی جادویی را احضار می‌کند که می‌تواند سه آرزوی هر دارندهٔ چراغ را برآورده سازد. علاءالدین بدون استفاده از آرزو، به‌کمک یک نکتهٔ فنی از غار خارج می‌شود. او که می‌خواهد یاسمین را دل‌باختهٔ خود کند، آرزوی اولش را صرف تبدیل شدن به شاهزاده می‌کند و به غول وعده می‌دهد که آرزوی سومش را برای آزاد کردن او از بند بردگی و تبدیل شدنش به انسان به کار خواهد برد.
علاءالدین با شکوه فراوان وارد اغربه می‌شود و خود را به‌عنوان «شاهزاده علی از آبابوا» معرفی می‌کند، اما نمی‌تواند دل یاسمین را به‌راحتی به‌دست آورد. غول نیز خود را در قالب خدمتکار انسانی علاءالدین جا می‌زند و با دالیه، ندیمهٔ یاسمین، رابطه‌ای عاشقانه پیدا می‌کند. علاءالدین با یاسمین بیشتر آشنا می‌شود و او را سوار بر فرش پرنده به پروازی رؤیایی می‌برد. وقتی یاسمین به هویت واقعی او شک می‌کند، علاءالدین دروغ می‌گوید که واقعاً شاهزاده است و لباس دوره‌گردان را برای گشت‌وگذار در شهر پوشیده است.
با پی‌بردن جعفر به هویت واقعی علاءالدین، او را می‌رباید و به درون خندق و دریا می‌اندازد تا اگر زنده ماند، یقین کند که چراغ را دارد. غول جان علاءالدین را نجات می‌دهد که این باعث مصرف آرزوی دوم او می‌شود. علاءالدین پس از نجات، به کاخ بازمی‌گردد و با شکستن عصای کبری جعفر، افسون او بر سلطان را از بین می‌برد و نقشه‌اش را فاش می‌کند. جعفر دستگیر و به زندان افکنده می‌شود و سلطان به علاءالدین اجازه می‌دهد با یاسمین ازدواج کند. اما علاءالدین که نگران فاش‌شدن هویتش است، تصمیم می‌گیرد برخلاف وعده‌اش غول را آزاد نکند. غول که از ادامهٔ دروغ علاءالدین ناامید شده، به چراغش بازمی‌گردد.
جعفر با کمک طوطی سرخ خود، یاگو، فرار می‌کند، چراغ را می‌دزدد و به ارباب جدید غول تبدیل می‌شود. او نخستین آرزویش را صرف سلطان شدن و دومین آرزو را برای تبدیل شدن به قدرتمندترین جادوگر جهان به کار می‌برد. سپس هویت واقعی علاءالدین را فاش می‌کند و او و ابو را به سرزمینی یخ‌زده تبعید می‌کند. او سلطان و دالیه را شکنجه می‌دهد تا یاسمین به ازدواج با او تن دهد. در همین حین، غول به‌طور پنهانی فرش پرنده را برای نجات علاءالدین و ابو می‌فرستد. در مراسم ازدواج، یاسمین چراغ را از جعفر می‌دزدد و سوار بر فرش فرار می‌کند. جعفر با گردباد شنی علاءالدین و یاسمین را دوباره به دام می‌اندازد و فرش را نابود می‌کند.
در حالی که جعفر با افسونش یاسمین، دالیه و سلطان را در بند دارد، علاءالدین او را تحریک می‌کند که هنوز از غول ضعیف‌تر است. جعفر که می‌خواهد قدرتمندترین موجود هستی شود، آرزوی سومش را برای تبدیل‌شدن به غول به‌کار می‌برد و گرفتار چراغ خود می‌شود. یاگو نیز همراه او به داخل چراغ کشیده می‌شود و غول آن‌ها را به غار شگفتی‌ها تبعید می‌کند. ابو فرش پرنده را نجات می‌دهد و غول آن را تعمیر می‌کند. افسون جعفر باطل می‌شود و یاسمین، دالیه و سلطان آزاد می‌شوند.
غول به علاءالدین پیشنهاد می‌دهد از آرزوی آخرش برای بازگرداندن عنوان سلطنتی‌اش و ازدواج قانونی با یاسمین استفاده کند، اما علاءالدین به وعده‌اش وفا کرده و غول را آزاد می‌کند تا به شکل انسانی زندگی کند. یاسمین، دالیه و سلطان می‌دانند که یاسمین عاشق علاءالدین است. سلطان یاسمین را به‌عنوان سلطانهٔ جدید تاج‌گذاری می‌کند و او دیگر مجبور نیست با شاهزاده‌ای ازدواج کند. در نهایت، یاسمین و علاءالدین با هم ازدواج می‌کنند و غول نیز با دالیه ازدواج کرده و همراه خانواده‌اش به سفر دور دنیا می‌رود.

## بازیگران
- ویل اسمیت در نقش غول چراغ جادو
- مینا مسعود در نقش علاءالدین
- نائومی اسکات در نقش جاسمین
- مروان کنزاری در نقش جعفر
- نوید نگهبان در نقش سلطان
- نسیم پدراد در نقش دالیا
- بیلی مگنوسن در نقش شاهزاده آندرس
- نومان اکار در نقش حکیم